# Amphipoea pallescens
Amphipoea pallescens är en fjärilsart som beskrevs av Otto Staudinger 1899. Amphipoea pallescens ingår i släktet Amphipoea och familjen nattflyn. Inga underarter finns listade i Catalogue of Life.